# بيرتي ريد
بيرتي ريد (بالإنجليزية: Bertie Reed)‏ هو متسابق يخت جنوب أفريقي، ولد في 19 يناير 1943 في بورت إليزابيث في جنوب أفريقيا، وتوفي في 18 ديسمبر 2006 في Gordon's Bay ‏ في جنوب أفريقيا بسبب سرطان.